# Persone di nome Tony
| Questa pagina contiene informazioni ricavate automaticamente dalle voci biografiche con l'ausilio del template Bio e di un bot. L'aggiornamento è periodico e automatico e ricostruisce completamente la pagina. Se manca una persona in questa lista, sei pregato di non aggiungerla, ma accertati piuttosto che la sua voce biografica contenga il template Bio e che i dati anagrafici siano correttamente compilati. Se il template Bio manca, inseriscilo tu stesso o, in alternativa, metti l'avviso {{tmp\|Bio}} che ne segnala la mancanza. Se i dati riportati sono sbagliati, correggi direttamente la voce biografica; le modifiche saranno visibili in questa lista entro pochi giorni. Per chiarimenti vedi il progetto antroponimi. La lista contiene solo le 287 persone che sono citate nell'enciclopedia e per le quali è stato implementato correttamente il template Bio. Pagina aggiornata al 22 lug 2025. |

Questa è una lista di persone presenti nell'enciclopedia che hanno il nome Tony, suddivise per attività principale.

## Agenti segreti(1)
- Tony Mendez, agente segreto statunitense (Eureka, n. 1940 - Frederick, † 2019)

## Allenatori di calcio(11)
- Tony Dinning, allenatore di calcio e ex calciatore inglese (Wallsend, n. 1975)
- Tony Gustavsson, allenatore di calcio e ex calciatore svedese (Sundsvall, n. 1973)
- Tony Henry, allenatore di calcio e ex calciatore inglese (Houghton-le-Spring, n. 1957)
- Tony Jamieson, allenatore di calcio e ex calciatore cookese (Rarotonga, n. 1974)
- Tony Macken, allenatore di calcio e ex calciatore irlandese (Dublino, n. 1950)
- Tony McAndrew, allenatore di calcio, dirigente sportivo e ex calciatore scozzese (Glasgow, n. 1956)
- Tony Parks, allenatore di calcio e ex calciatore inglese (Hackney, n. 1963)
- Tony Popović, allenatore di calcio e ex calciatore australiano (Sydney, n. 1973)
- Tony Spearing, allenatore di calcio e ex calciatore inglese (Romford, n. 1964)
- Tony Taylor, allenatore di calcio e ex calciatore scozzese (Glasgow, n. 1946)
- Tony Buesnel, allenatore di calcio australiano

## Animatori(2)
- Tony Anselmo, animatore e doppiatore statunitense (Salt Lake City, n. 1960)
- Tony Fucile, animatore, designer e illustratore statunitense (San Francisco, n. 1964)

## Arbitri di calcio(1)
- Tony Chapron, ex arbitro di calcio francese (Flers, n. 1972)

## Architetti(1)
- Tony Garnier, architetto e urbanista francese (Lione, n. 1869 - Roquefort-la-Bédoule, † 1948)

## Artisti(2)
- Tony Oursler, artista statunitense (New York, n. 1957)
- Tony Sarg, artista, illustratore e burattinaio statunitense (Cobán, n. 1880 - New York, † 1942)

## Artisti marziali(1)
- Tony Ligorio, artista marziale italiano (Latiano, n. 1968)

## Attori(33)
- Tony Amendola, attore e doppiatore statunitense (New Haven, n. 1951)
- Tony Anthony, attore, regista e sceneggiatore statunitense (Clarksburg, n. 1937)
- Tony Barry, attore e attivista australiano (Ipswich, n. 1941 - Murwillumbah, † 2022)
- Tony Becker, attore statunitense (Los Angeles, n. 1963)
- Tony Burton, attore e pugile statunitense (Flint, n. 1937 - Menifee, † 2016)
- Tony Cox, attore statunitense (Uniontown, n. 1958)
- Tony D'Amario, attore francese (n. 1961 - Parigi, † 2005)
- Tony Darrow, attore statunitense (Brooklyn, n. 1938)
- Tony Frank, attore statunitense (Nacogdoches, n. 1943 - Houston, † 2000)
- Tony Ganios, attore statunitense (Brooklyn, n. 1959 - New York, † 2024)
- Tony Gardner, attore inglese (Ashton-under-Lyne, n. 1964)
- Tony Genaro, attore statunitense (Gallup, n. 1942 - Hollywood, † 2014)
- Tony Goldwyn, attore e regista statunitense (Los Angeles, n. 1960)
- Tony Jacquot, attore francese (Pessac, n. 1919 - Parigi, † 2007)
- Tony Jarreau, attore statunitense (Walker, n. 1979)
- Tony Jay, attore e doppiatore britannico (Londra, n. 1933 - Los Angeles, † 2006)
- Tony Leblanc, attore e regista spagnolo (Madrid, n. 1922 - Villaviciosa de Odón, † 2012)
- Tony Lestingi, attore argentino (Buenos Aires, n. 1957)
- Tony Leung Ka-Fai, attore cinese (Hong Kong, n. 1958)
- Tony Leung Chiu-Wai, attore hongkonghese (Hong Kong, n. 1962)
- Tony Lip, attore statunitense (Beaver Falls, n. 1930 - Teaneck, † 2013)
- Tony Martin, attore e cantante statunitense (San Francisco, n. 1913 - Los Angeles, † 2012)
- Tony Moran, attore statunitense (Burbank, n. 1957)
- Tony Ramos, attore e conduttore televisivo brasiliano (Arapongas, n. 1948)
- Tony Robinson, attore britannico (Leytonstone, n. 1946)
- Tony Rohr, attore irlandese (Mainstown, n. 1939 - † 2023)
- Tony Scarf, attore e stuntman italiano (Palmi, n. 1943)
- Tony Shalhoub, attore e regista statunitense (Green Bay, n. 1953)
- Tony Sirico, attore e criminale statunitense (New York, n. 1942 - Fort Lauderdale, † 2022)
- Tony Vogel, attore britannico (Londra, n. 1942 - Normandia, † 2015)
- Tony Way, attore britannico (Rochford, n. 1978)
- Tony Yazbeck, attore, ballerino e cantante statunitense (Riverside, n. 1979)
- Tony Young, attore statunitense (New York, n. 1937 - West Hollywood, † 2002)

## Attori pornografici(3)
- Tony Buff, attore pornografico e regista statunitense (Pittsburgh, n. 1970)
- Tony Donovan, attore pornografico statunitense (Los Banos, n. 1979)
- Tony Tedeschi, ex attore pornografico statunitense (Providence, n. 1964)

## Attori teatrali(1)
- Tony Barlocco, attore teatrale italiano (San Vittore Olona, n. 1930 - Legnano, † 1986)

## Attrici(1)
- Toni Kalem, attrice statunitense (Springfield, n. 1950)

## Autori di videogiochi(1)
- Tony Warriner, autore di videogiochi britannico

## Aviatori(1)
- Tony LeVier, aviatore statunitense (Duluth, n. 1913 - Los Angeles, † 1998)

## Bassisti(6)
- Tony Cavazo, bassista messicano (Città del Messico, n. 1954)
- Tony Choy, bassista statunitense (L'Avana, n. 1971)
- Tony James, bassista e chitarrista britannico (Shepherd's Bush, n. 1958)
- Tony Kanal, bassista, tastierista e produttore discografico britannico (Kingsbury, n. 1970)
- Tony Levin, bassista statunitense (Boston, n. 1946)
- Tony Lombardo, bassista statunitense

## Batteristi(9)
- Tony Allen, batterista nigeriano (Lagos, n. 1940 - Parigi, † 2020)
- Tony Grinham, batterista e compositore britannico (Sandwell, n. 1967)
- Tony Laureano, batterista portoricano (San Juan, n. 1973)
- Tony Meehan, batterista e compositore britannico (Londra, n. 1943 - Londra, † 2005)
- Tony O'Reilly, batterista e cantante inglese
- Tony Oxley, batterista britannico (Sheffield, n. 1938 - † 2023)
- Tony Reno, batterista svedese (Danderyd, n. 1963)
- Tony Royster Jr., batterista statunitense (Berlino Ovest, n. 1984)
- Tony Williams, batterista statunitense (Chicago, n. 1945 - San Francisco, † 1997)

## Bobbisti(1)
- Tony Rüegg, ex bobbista svizzero

## Calciatori(40)
- Tony Adams, ex calciatore, allenatore di calcio e dirigente sportivo inglese (Romford, n. 1966)
- Tony Alegbe, ex calciatore nigeriano (n. 1981)
- Tony Andreu, ex calciatore francese (Cagnes-sur-Mer, n. 1988)
- Tony Barton, calciatore e allenatore di calcio inglese (Sutton, n. 1937 - Hampshire, † 1993)
- Tony Biakolo, calciatore centrafricano (n. 2006)
- Tony Calleja, ex calciatore maltese (n. 1943)
- Tony Cauchi, calciatore e allenatore di calcio maltese (Floriana, n. 1935 - † 2020)
- Tony Chursky, ex calciatore canadese (New Westminster, n. 1953)
- Tony Ciantar, ex calciatore maltese (n. 1952)
- Tony Conwell, calciatore inglese (Bradford, n. 1932 - † 2017)
- Tony Coyle, ex calciatore sudafricano (n. 1976)
- Tony Craig, calciatore inglese (Greenwich, n. 1985)
- Tony Crescitelli, ex calciatore italiano (Altavilla Irpina, n. 1957)
- Tony Dobson, ex calciatore inglese (Coventry, n. 1969)
- Tony Donnelly, calciatore inglese (Middleton, n. 1886 - † 1947)
- Tony Dunne, calciatore e allenatore di calcio irlandese (Dublino, n. 1941 - † 2020)
- Tony Field, ex calciatore inglese (Halifax, n. 1946)
- Tony Grealish, calciatore irlandese (Londra, n. 1956 - Devon, † 2013)
- Tony Heurtebis, ex calciatore francese (Saint-Nazaire, n. 1975)
- Tony Jantschke, ex calciatore tedesco (Hoyerswerda, n. 1990)
- Tony Kaltack, calciatore vanuatuano (Port Vila, n. 1996)
- Tony Lecce, ex calciatore italiano (Roma, n. 1945)
- Tony Lochhead, ex calciatore neozelandese (Tauranga, n. 1982)
- Tony Mamodaly, ex calciatore tedesco (Mannheim, n. 1990)
- Tony Mauricio, ex calciatore francese (Limoges, n. 1994)
- Tony Menezes, ex calciatore canadese (Mississauga, n. 1974)
- Tony Njiké, calciatore francese (Parigi, n. 1998)
- Tony O'Connell, ex calciatore irlandese (Dublino, n. 1941)
- Tony Philliskirk, ex calciatore inglese (Sunderland, n. 1965)
- Tony Scott, calciatore inglese (Huntingdon, n. 1941 - Perth, † 2021)
- Tony Sergeant, ex calciatore belga (Deinze, n. 1977)
- Tony Sylva, ex calciatore senegalese (Guédiawaye, n. 1975)
- Tony Sénéchal, ex calciatore tahitiano (n. 1977)
- Tony Tchani, ex calciatore camerunese (Bafang, n. 1989)
- Tony Towner, ex calciatore inglese (Brighton, n. 1955)
- Tony Vairelles, ex calciatore francese (Nancy, n. 1973)
- Tony Waddington, calciatore e allenatore di calcio inglese (Manchester, n. 1924 - † 1994)
- Tony Want, ex calciatore inglese (Hackney, n. 1948)
- Tony Young, calciatore inglese (Urmston, n. 1952 - † 2024)
- Tony Zerafa, ex calciatore maltese (n. 1953)

## Canoisti(1)
- Tony Estanguet, ex canoista e dirigente sportivo francese (Pau, n. 1978)

## Cantanti(14)
- Tony Ashton, cantante britannico (Blackburn, n. 1946 - Londra, † 2001)
- Charles Brown, cantante e pianista statunitense (Texas City, n. 1922 - Oakland, † 1999)
- Tony Christie, cantante, musicista e attore britannico (n. 1943)
- Tony Del Monaco, cantante italiano (Sulmona, n. 1935 - Ancona, † 1993)
- Tony Foresta, cantante statunitense (Petersburg, n. 1976)
- Tony Harnell, cantante statunitense (San Diego, n. 1962)
- Tony Moore, cantante statunitense (n. 1958)
- Tony Scala, cantante italiano (Tortorici, n. 1931 - Milano, † 2012)
- Tony Snell, cantante, linguista e scrittore britannico (n. 1938)
- Tony Spinner, cantante e chitarrista statunitense (Cape Girardeau, n. 1963)
- Tony Sun, cantante, attore e conduttore televisivo taiwanese (Taipei, n. 1978)
- Tony Särkkä, cantante, chitarrista e bassista svedese (Finspång, n. 1972 - † 2017)
- Tony Vilar, cantante italiano (Carolei, n. 1938 - New York, † 2020)
- Tony Wegas, cantante austriaco (n. 1965)

## Cantautori(4)
- Tony Blescia, cantautore italiano (Bari, n. 1972)
- Tony Maiello, cantautore italiano (Castellammare di Stabia, n. 1989)
- Tony Sheridan, cantautore e chitarrista britannico (Norwich, n. 1940 - Amburgo, † 2013)
- Tony Joe White, cantautore e chitarrista statunitense (Oak Grove, n. 1943 - Nashville, † 2018)

## Cestisti(20)
- Tony Bärlund, cestista finlandese (Kymi, n. 1937 - Kotka, † 2016)
- Tony Bishop, cestista statunitense (Garland, n. 1989)
- Tony Bobbitt, ex cestista statunitense (Daytona Beach, n. 1979)
- Tony Bradley, cestista statunitense (Bartow, n. 1998)
- Tony Brown, ex cestista statunitense (Wichita, n. 1979)
- Tony Delk, ex cestista e allenatore di pallacanestro statunitense (Covington, n. 1974)
- Tony DiLeo, ex cestista, allenatore di pallacanestro e dirigente sportivo statunitense (Filadelfia, n. 1955)
- Tony Dumas, ex cestista statunitense (Chicago, n. 1972)
- Tony Easley, ex cestista statunitense (Auburn, n. 1987)
- Tony Gugino, cestista statunitense (Holland, n. 1986)
- Tony Hanson, cestista statunitense (Kingston, n. 1955 - Windham, † 2018)
- Tony Harris, ex cestista statunitense (Monroe, n. 1967)
- Tony Massenburg, ex cestista statunitense (Sussex, n. 1967)
- Tony Mitchell, cestista statunitense (Swainsboro, n. 1989)
- Tony Mitchell, cestista statunitense (Milwaukee, n. 1992)
- Tony Snell, cestista statunitense (Watts, n. 1991)
- Tony Taylor, cestista statunitense (Sleepy Hollow, n. 1990)
- Tony Vlastelica, cestista statunitense (Aberdeen, n. 1929 - Corvallis, † 2019)
- Tony Washington, cestista statunitense (Detroit, n. 1993)
- Tony Yates, cestista e allenatore di pallacanestro statunitense (Lawrenceburg, n. 1937 - Mason, † 2020)

## Chitarristi(2)
- Tony Rey Bruno, chitarrista e produttore discografico statunitense (Newark, n. 1960)
- Tony Clarkin, chitarrista e compositore britannico (Birmingham, n. 1946 - Birmingham, † 2024)

## Ciclisti su strada(4)
- Tony Gallopin, ex ciclista su strada francese (Dourdan, n. 1988)
- Tony Hurel, ex ciclista su strada francese (Lisieux, n. 1987)
- Tony Martin, ex ciclista su strada e ex pistard tedesco (Cottbus, n. 1985)
- Tony Rominger, ex ciclista su strada svizzero (Vejle, n. 1961)

## Clarinettisti(1)
- Tony Scott, clarinettista, sassofonista e pianista statunitense (Morristown, n. 1921 - Roma, † 2007)

## Compositori(2)
- Tony Carnevale, compositore e direttore d'orchestra italiano
- Tony Morales, compositore statunitense (California)

## Direttori della fotografia(1)
- Tony Gaudio, direttore della fotografia e regista cinematografico italiano (Cosenza, n. 1883 - Burlingame, † 1951)

## Dirigenti sportivi(2)
- Tony Mårtensson, dirigente sportivo e ex hockeista su ghiaccio svedese (Kalix, n. 1980)
- Tony Southgate, dirigente sportivo, ingegnere e progettista britannico (Coventry, n. 1940)

## Disc jockey(2)
- Tony Humphries, disc jockey e produttore discografico statunitense (Brooklyn, n. 1957)
- Tony Touch, disc jockey, beatmaker e rapper statunitense (New York, n. 1969)

## Doppiatori(3)
- Tony Fuochi, doppiatore italiano (Cremona, n. 1955 - Padova, † 2022)
- Tony Sampson, doppiatore canadese (Surrey, n. 1978)
- Tony Sansone, doppiatore italiano (Cosenza, n. 1964)

## Drammaturghi(1)
- Tony Kushner, drammaturgo, sceneggiatore e librettista statunitense (New York, n. 1956)

## Editori(1)
- Tony e Maureen Wheeler, editore e scrittore inglese (n. 1946)

## Fisarmonicisti(1)
- Tony Murena, fisarmonicista e compositore francese (Borgo Val di Taro, n. 1915 - Le Vésinet, † 1971)

## Fisici(1)
- Tony Skyrme, fisico britannico (Lewisham, n. 1922 - Birmingham, † 1987)

## Fotografi(3)
- Tony Kelly, fotografo irlandese (Dublino, n. 1975)
- Tony Patrioli, fotografo italiano (Manerbio, n. 1941 - Brescia, † 2017)
- Tony Vaccaro, fotografo statunitense (Greensburg, n. 1922 - New York, † 2022)

## Fotoreporter(1)
- Tony Gentile, fotoreporter italiano (Palermo, n. 1964)

## Fumettisti(3)
- Tony Moore, fumettista statunitense (Kentucky, n. 1978)
- Tony Taka, fumettista e illustratore giapponese (Prefettura di Miyagi, n. 1971)
- Tony Valente, fumettista francese (Tolosa, n. 1984)

## Giocatori di badminton(1)
- Tony Gunawan, ex giocatore di badminton indonesiano (n. 1975)

## Giocatori di beach soccer(1)
- Tony Ruggeri, giocatore di beach soccer francese (n. 1982)

## Giocatori di football americano(16)
- Tony Benjamin, ex giocatore di football americano statunitense (Monessen, n. 1955)
- Tony Bennett, ex giocatore di football americano statunitense (Alligator, n. 1967)
- Tony Burse, ex giocatore di football americano e dirigente sportivo statunitense (LaFayette, n. 1965)
- Tony Carter, giocatore di football americano statunitense (Jacksonville, n. 1986)
- Tony Casillas, ex giocatore di football americano statunitense (Tulsa, n. 1963)
- Tony Fields II, giocatore di football americano statunitense (Las Vegas, n. 1999)
- Tony Hunter, giocatore di football americano statunitense (Cincinnati, n. 1960 - Cincinnati, † 2024)
- Tony Jerod-Eddie, giocatore di football americano statunitense (Dallas, n. 1990)
- Tony Jones, giocatore di football americano statunitense (Royston, n. 1966 - † 2021)
- Tony Koskinen, giocatore di football americano finlandese (Espoo, n. 1998)
- Tony Pollard, giocatore di football americano statunitense (Memphis, n. 1997)
- Tony Rayapin, ex giocatore di football americano francese (n. 1985)
- Tony Richardson, ex giocatore di football americano statunitense (Francoforte sul Meno, n. 1971)
- Tony Romo, ex giocatore di football americano statunitense (San Diego, n. 1980)
- Tony Smith, ex giocatore di football americano statunitense (Chicago, n. 1970)
- Tony Stewart, ex giocatore di football americano tedesco (Lohne, n. 1979)

## Giocatori di snooker(1)
- Tony Drago, giocatore di snooker maltese (La Valletta, n. 1965)

## Giornalisti(3)
- Anthony Blankley, giornalista statunitense (Londra, n. 1948 - Washington, † 2012)
- Tony Gallagher, giornalista e editorialista britannico (n. 1963)
- Tony Wilson, giornalista, conduttore radiofonico e conduttore televisivo britannico (Salford, n. 1950 - Manchester, † 2007)

## Hockeisti su ghiaccio(1)
- Tony Fiore, ex hockeista su ghiaccio e procuratore sportivo canadese (Montréal, n. 1962)

## Illustratori(2)
- Tony DiTerlizzi, illustratore statunitense (Los Angeles, n. 1969)
- Tony Wolf, illustratore italiano (Busseto, n. 1930 - Cremona, † 2018)

## Imprenditori(2)
- Tony Defries, imprenditore britannico (Watford, n. 1943)
- Tony George, imprenditore statunitense (Indianapolis, n. 1959)

## Informatici(1)
- Tony Tebby, programmatore inglese

## Kickboxer(1)
- Tony Cardella, kickboxer italiano (Palermo, n. 1964)

## Militari(1)
- Tony Sloane, ex militare e scrittore britannico (Norfolk, n. 1970)

## Musicisti(6)
- Tony Barber, musicista britannico (Londra, n. 1963)
- Tony Cedras, musicista e polistrumentista sudafricano (Elsie's River, n. 1952 - Città del Capo, † 2024)
- Tony Grey, musicista inglese (Newcastle, n. 1975)
- Tony MacAlpine, musicista statunitense (Springfield, n. 1960)
- Tony Mimms, musicista, produttore discografico e direttore d'orchestra scozzese (Glasgow, n. 1949 - Roma, † 2005)
- Tony Pagliuca, musicista italiano (Pescara, n. 1946)

## Ornitologi(1)
- Tony Soper, ornitologo, naturalista e conduttore televisivo britannico (Southampton, n. 1929 - † 2024)

## Pallanuotisti(1)
- Tony van Dorp, pallanuotista statunitense (Giacarta, n. 1936 - Huntington Beach, † 2010)

## Parolieri(1)
- Tony Asher, paroliere britannico (Londra, n. 1939)

## Pattinatrici artistiche su ghiaccio(1)
- Tony Bombardieri, ex pattinatrice artistica su ghiaccio italiana (Bergamo, n. 1978)

## Personaggi televisivi(1)
- Tony Fusaro, personaggio televisivo e attore italiano

## Pianiste(1)
- Tony Bandmann, pianista e pittrice tedesca (Amburgo, n. 1848 - Amburgo, † 1907)

## Pianisti(4)
- Tony Ann, pianista e compositore canadese (Vancouver, n. 1994)
- Tony De Vita, pianista, compositore e arrangiatore italiano (Milano, n. 1932 - Ospedaletti, † 1998)
- Tony Jackson, pianista, cantante e compositore statunitense (New Orleans, n. 1882 - Chicago, † 1920)
- Tony Pancella, pianista e compositore italiano (Chieti, n. 1959)

## Piloti automobilistici(2)
- Tony Kanaan, pilota automobilistico brasiliano (Salvador, n. 1974)
- Tony Stewart, pilota automobilistico statunitense (Rushville, n. 1971)

## Piloti di rally(1)
- Tony Pond, pilota di rally britannico (n. 1945 - † 2002)

## Piloti motociclistici(2)
- Tony Arbolino, pilota motociclistico italiano (Garbagnate Milanese, n. 2000)
- Tony Rutter, pilota motociclistico britannico (Wordsley, n. 1941 - † 2020)

## Pittori(2)
- Tony Robert-Fleury, pittore francese (vicino a Parigi, n. 1837 - Viroflay, † 1911)
- Tony Tollet, pittore francese (Lione, n. 1857 - Lione, † 1953)

## Poeti(1)
- Tony Harrison, poeta inglese (Leeds, n. 1937)

## Politici(4)
- Tony Benn, politico, scrittore e attivista britannico (Marylebone, n. 1925 - Londra, † 2014)
- Tony Cardenas, politico statunitense (Los Angeles, n. 1963)
- Tony Hall, politico e ambasciatore statunitense (Dayton, n. 1942)
- Tony Tan, politico singaporiano (Singapore, n. 1940)

## Presbiteri(1)
- Tony Anatrella, presbitero, psicoterapeuta e scrittore francese (n. 1941)

## Produttori discografici(1)
- Tony Platt, produttore discografico britannico

## Psicologi(2)
- Tony Attwood, psicologo britannico (Birmingham, n. 1952)
- Tony Buzan, psicologo inglese (Palmers Green, n. 1942 - Oxford, † 2019)

## Pugili(8)
- Tony Canzoneri, pugile statunitense (Slidell, n. 1908 - Staten Island, † 1959)
- Tony DeMarco, pugile statunitense (Boston, n. 1932 - Boston, † 2021)
- Tony Jeffries, ex pugile e youtuber britannico (Sunderland, n. 1985)
- Tony Sibson, ex pugile britannico (Leicester, n. 1958)
- Tony Tubbs, ex pugile statunitense (Cincinnati, n. 1958)
- Tony Tucker, ex pugile statunitense (Grand Rapids, n. 1958)
- Tony Yoka, pugile francese (Parigi, n. 1992)
- Tony Zale, pugile statunitense (Gary, n. 1913 - † 1997)

## Rapper(2)
- Hi-Tek, rapper, disc jockey e produttore discografico statunitense (Cincinnati, n. 1976)
- Captain Hollywood, rapper, ballerino e coreografo statunitense (Newark, n. 1962)

## Registi(8)
- Tony Gangitano, regista e attore italiano (Caltanissetta, n. 1966)
- Tony Gatlif, regista, sceneggiatore e compositore francese (Algeri, n. 1948)
- Tony Kaye, regista e direttore della fotografia britannico (Londra, n. 1952)
- Tony Maylam, regista e sceneggiatore britannico (n. 1943)
- Tony Palmer, regista e scrittore britannico (Londra, n. 1941)
- Tony Randel, regista, sceneggiatore e montatore statunitense (Los Angeles, n. 1956)
- Tony Richardson, regista e produttore cinematografico inglese (Shipley, n. 1928 - Los Angeles, † 1991)
- Tony Wharmby, regista e produttore televisivo inglese (n. 1940)

## Rugbisti a 15(4)
- Tony Brown, ex rugbista a 15 e allenatore di rugby a 15 neozelandese (Balclutha, n. 1975)
- Tony Marsh, ex rugbista a 15, imprenditore e preparatore atletico neozelandese (Rotorua, n. 1972)
- Tony Underwood, ex rugbista a 15 e aviatore britannico (Ipoh, n. 1969)
- Tony Woodcock, ex rugbista a 15 neozelandese (Helensville, n. 1981)

## Sceneggiatori(2)
- Tony Grisoni, sceneggiatore britannico (Londra, n. 1952)
- Tony McNamara, sceneggiatore e regista australiano (Kilmore, n. 1967)

## Scenografi(2)
- Tony Burrough, scenografo britannico
- Tony Straiges, scenografo statunitense (n. 1942)

## Scrittori(4)
- Tony Bianchi, scrittore britannico (North Shields, n. 1952 - Cardiff, † 2017)
- Tony Cafferky, scrittore irlandese (Dublino)
- Tony Duvert, scrittore e giornalista francese (Thoré-la-Rochette, n. 1945 - Thoré-la-Rochette, † 2008)
- Tony Hillerman, scrittore statunitense (Sacred Heart, n. 1925 - Albuquerque, † 2008)

## Skater(1)
- Tony Alva, skater, musicista e imprenditore statunitense (Santa Monica, n. 1957)

## Storici(1)
- Tony Judt, storico britannico (Londra, n. 1948 - New York City, † 2010)

## Tastieristi(1)
- Tony Hymas, tastierista, pianista e compositore inglese (n. 1943)

## Tennisti(2)
- Tony Giammalva, ex tennista statunitense (Houston, n. 1958)
- Tony Trabert, tennista statunitense (Cincinnati, n. 1930 - Ponte Vedra Beach, † 2021)

## Triatleti(1)
- Tony Moulai, triatleta francese (Saint-Nazaire, n. 1976)

## Trombettisti(1)
- Tony Fruscella, trombettista statunitense (Orangeburg, n. 1927 - New York, † 1969)

## Velocisti(2)
- Tony van Diepen, velocista e mezzofondista olandese (Alkmaar, n. 1996)
- Tony McQuay, velocista statunitense (West Palm Beach, n. 1990)

## Violinisti(1)
- Tony Conrad, violinista, compositore e artista statunitense (Concord, n. 1940 - Cheektowaga, † 2016)

## Wrestler(1)
- Tony Halme, wrestler, artista marziale misto e pugile finlandese (Helsinki, n. 1963 - Helsinki, † 2010)

## Senza attività specificata(2)
- Tony Lamberti, tecnico del suono statunitense
- Tony Ramoin, ex snowboarder francese (Cannes, n. 1988)